# São Miguel (Azzorre)
São Miguel è un'isola dell'arcipelago delle Azzorre, la maggiore per estensione (747 km²). Fa parte del gruppo orientale 
dell'arcipelago.

## Geografia
Di forma allungata, è costituita da due massicci montuosi separati da una pianura. Centro principale è Ponta Delgada.

## Storia
Nel 1883 vicino all'insediamento di Maia fu fondata la prima piantagione di tè d'Europa. L'azienda agricola è tuttora in attività col nome Chá Gorreana, e con i suoi 13 ettari di terreno coltivato è la più grande e produttiva d'Europa.
L'isola divenne tristemente famosa il 27 ottobre 1949, quando fu teatro dell'incidente al volo Air France Parigi-New York, nel quale il velivolo, diretto allo scalo intermedio dell'aeroporto di Vila do Porto, si schiantò contro le montagne dell'isola causando la morte delle 48 persone, fra passeggeri ed equipaggio, presenti a bordo.